# Майкл Мур
Майкл Фре́нсіс Мур (англ. Michael Francis Moore; нар. 23 квітня 1954, Флінт, Мічиган) — американський письменник, кінорежисер і політичний активіст. Відомий завдяки низці критичних книжок про соціальні проблеми сучасних Сполучених Штатів Америки. Світову славу здобув після виходу двох гостро критичних документальних фільмів: «Боулінг для Колумбайн», за який він здобув премію Оскара у 2002 р., та «Фаренгейт 9/11», який отримав «Золоту пальмову гілку» на кінофестивалі в Каннах.

## Біографія
Майкл Мур народився у передмісті м. Флінт, Мічиган і провів дитинство в сусідньому місті Девісон, де мешкали його батьки. Його батько й мати працювали на автобудівних підприємствах компанії Дженерал Моторс. Мати Майкла працювала секретаркою на заводі, а батько походив з католицької ірландської робітничої родини, яка поколіннями працювала у компанії Дженерал Моторс. Дядько й інші члени родини були активними у профспілковій діяльності і належали до впливової «Об'єднаної профспілки автобудівників» UAW.
Ще в школі Майкл цікавився суспільним життям, брав участь у гуртках художньої самодіяльності та клубі дебатів. Інтерес до суспільної діяльності проявився рано: в скаутській організації, до якої він належав, Майкл здобув нагороду за презентацію про підприємства, які забруднювали його місто. Одразу по закінченні школи у 1972 р. Майкл балотувався на посаду в шкільній раді міста — основою його передвиборної компанії була вимога звільнити директора та заступника директора школи, де він вчився. Ця пропозиція була настільки популярною, що його було обрано на посаду: у 18 років він став наймолодшою особою в США, яка коли-небудь обиралася на громадську посаду.
Пізніше Майкл Мур вступив до Університету Мічиґана у м. Флінт і почав друкуватися у студентській газеті «Мічиган Таймз». Навчання в університеті він не закінчив і натомість зосередився на журналістській праці. Газета «Мічиган Войс», яку він незабаром заснував, почала здобувати неабияку популярність і виходити в багатьох місцевостях штату. Пізніше Мура запросили працювати в редакції ліберального журналу «Мама Джоунс» з Сан-Франциско. За свідченням деяких працівників, Мур мав у редакції низку сварок і непорозумінь з іншими працівниками та керівництвом журналу. Непорозуміння і відмова друкувати матеріали, які він вважав неправдивими, призвели до його звільнення. Майкл подав у суд на керівництво журналу за незаконне звільнення і виграв справу. З 2 мільйонів компенсації, яку він вимагав, Мур, однак отримав тільки 58 000. Пізніше він перейшов у штат незалежного кандидата на посаду президента США Ральфа Нейдера.
У 1990 р. Майкл одружився з продюсером Катлін Ґлінн і поселився в передмісті Нью-Йорку, м. Траверс-Сіті. Катлін і Майкл не мали своїх дітей і вдочерили дівчинку Наталі (*1981).

## Творчість

### Перші документальні фільми
Першим значущим творчим доробком Майкла Мура став фільм «Роджер і я» про скрутне становище громади м. Флінт після закриття місцевого заводу. На знімання фільму він витратив всі кошти, які отримав від судової справи з журналом «Мама Джоунс», а також був вимушений продати свій будинок і навіть організовувати клуб гри в бінґо, щоб зібрати достатньо коштів. У фільмі Майкл розповідав про тяжкі наслідки закриття заводу Дженерал Моторс і про свої намагання зустрітися з президентом компанії Роджером Смітом. Фільм вдалося завершити у 1989 р. і він відразу здобув популярність серед глядачів, отримав декілька призів на кінофестивалях і став одним із найприбутковіших документальних фільмів у США.
Успіх у фільмі «Роджер і я» дозволив Муру взяти участь у інших фільмах про гострі соціальні проблеми США. Він знімався у фільмі режисера Кевіна Рафферті про діяльність неонацистських організацій і пізніше зробив другу серію свого першого фільму «Повернення у Флінт» (1992). У другій серії фільму він повернувся до Флінта, щоб показати що змінилося у місті з часу знімання першого фільму і зокрема зосередився на історії життя жінки, яка заробляла на життя продаючи кроликів як забаву для дітей, або за бажанням покупців — на м'ясо.
Його першим і останнім художнім фільмом став «Канадський бекон» (1994) — сатирична комедія про намагання бездарного президента США підвищити свій рейтинг шляхом вторгнення в Канаду. У фільмі Майкл висміював численні стереотипи, які обидва народи мають про один одного. Фільм не отримав схвальної реакції критиків і мав низку проблем на стадії виробництва і прокату — навіть помер один з головних героїв ще до виходу фільму на екрани.
У 1994 р. Мура запросили на телебачення, до студії NBC, де він вів програму сатиричних новин «ТБ-нація» (англ. TV Nation). Програма мала певну популярність серед американської аудиторії, але її рейтинг не був задовільним для керівників компанії і політичні погляди Майкла Мура викликали незадоволення у багатьох в компанії та поза нею. Після закриття програми на NBC, її було відновлено на телекомпанії FOX, але низький рейтинг призвів до її остаточного закриття.

### Політичні бестселери

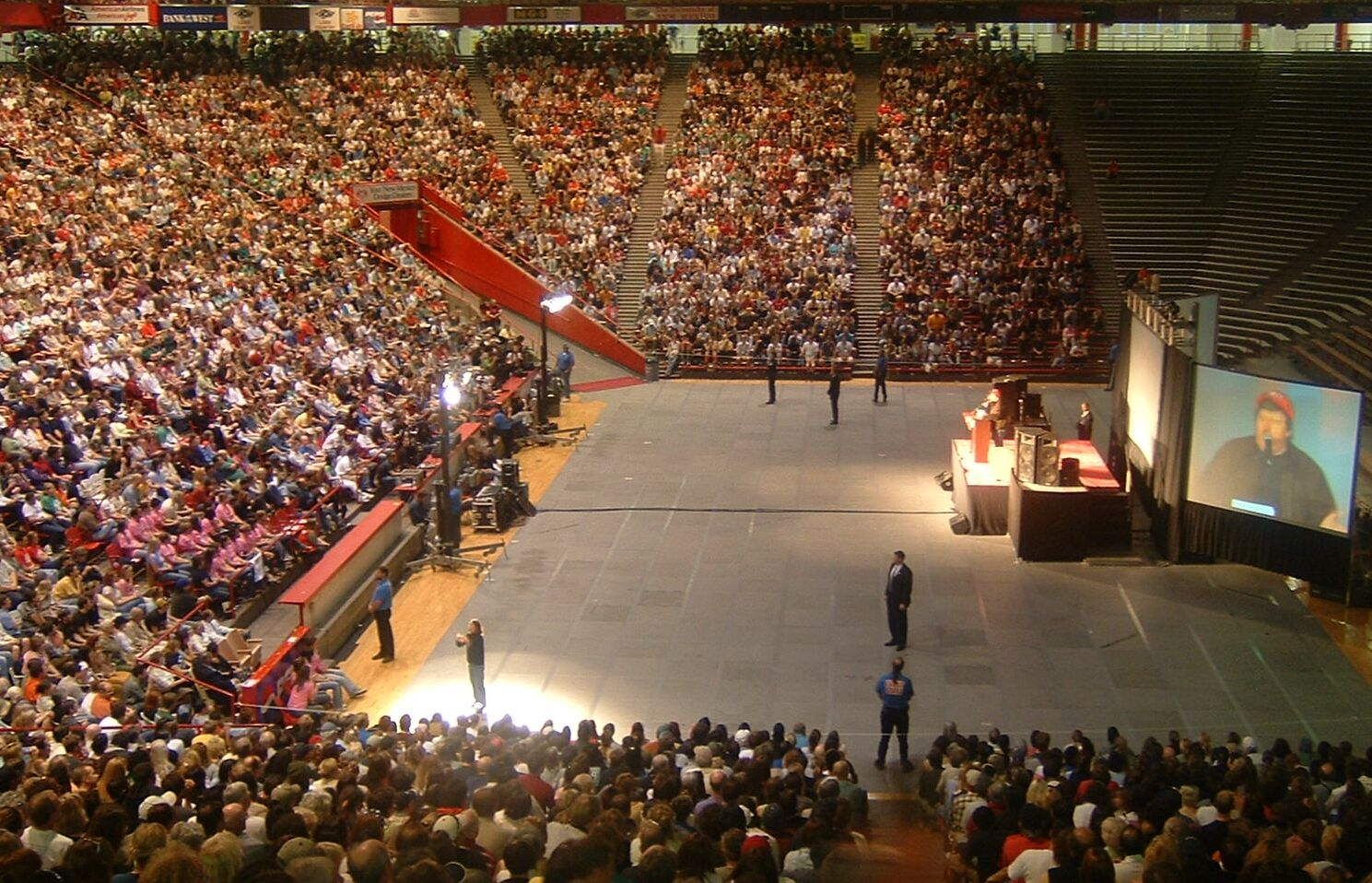
Користуючись славою письменника М. Мур виступав перед великими аудиторіями своїх прихильників.

Першою книжкою Майкла Мура став політичний коментар «Скороти ось це! Поодинокі погрози беззбройного американця» (англ. Downsize This! Random Threats from an Unarmed American) навколо соціальних проблем багатьох міст країни, де великі компанії полишають підприємства і залишають людей напризволяще заради більших прибутків за кордоном. Книга миттєво стала бестселером і Мур почав активно її рекламувати у багатьох містах країни. Разом з ним була знімальна група, яка знімала зустрічі Мура з його прихильниками і дискусії навколо безробіття та інших соціальних проблем Америки. Репортажі з різних місць країни були скомпоновані у інший фільм «Велика сила» (англ. The Big One), який вийшов на екрани у 1998 р.
В тому ж році Майкл Мур повернувся до телебачення з програмою «Страшна правда» (англ. The Awful Truth), яка була збіркою політичних коментарів схожих на минулу програму «ТБ-нація». Програма була здебільшого пародією на інші інформаційні програми і сатирично висвітлювала бездушне відношення американських корпорацій до своїх працівників. Цього разу програма тривала два сезони, зокрема завдяки підтримці однієї з британських телевізійних компаній, на яку було тяжко впливати зі США.
Друга книжка Майкла Мура «Дурні білі чоловіки» (англ. Stupid White Men) мала вийти восени 2001 року, але публікація книжки збіглася з терористичними актами 11 вересня у Нью-Йорку і видавництво вирішило її притримати. В цій книжці Мур висловлювався критично про дії американського уряду і зокрема про президента США Джорджа Буша молодшого. У зв'язку з терактами, керівництво видавництва побоювалося негативної реакції американської публіки на критику президента. В деякий момент були навіть наміри знищити вже надрукований тираж, але Майкл Мур повідомив своїх прихильників та асоціацію бібліотекарів США про наміри видавництва. Кампанія підтримки книги почалася у 2002 році і завдяки численним скаргам бібліотекарів з усієї країни, ця книга нарешті вийшла в продаж і моментально стала одним з найбільших бестселерів. Протягом майже цілого року вона була першою в списку бестселерів газети Нью-Йорк Таймс і передруковувалася 43 рази.

### Успіх в документалістиці

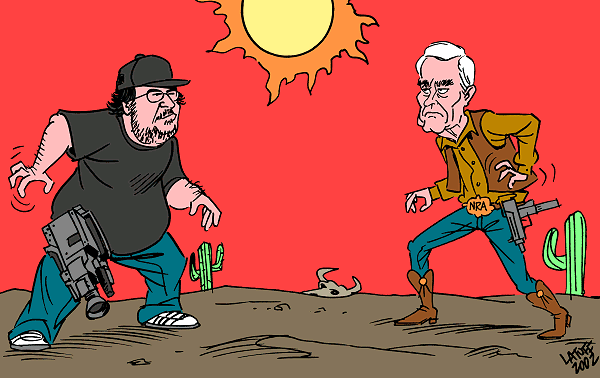
Майкла Мура розглядають як журналіста, який кинув виклик впливовому лобі озброєнь — NRA

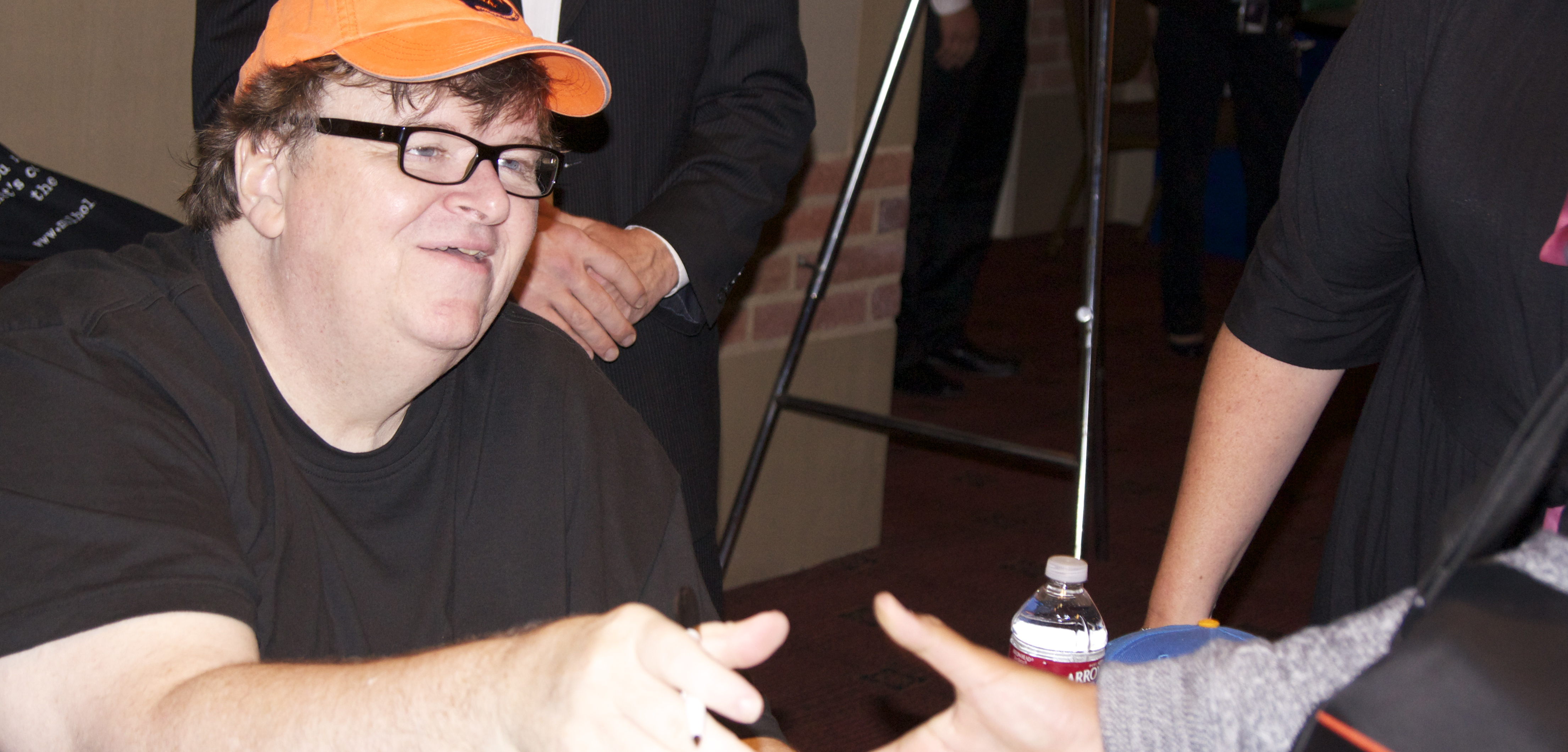
Майкл Фре́нсіс Мур

Реакцією на безглузде вбивство багатьох невинних школярів в середній школі Колумбайн 20 квітня 1999 р. став новий фільм Майкла Мура «Боулінг для Колумбайн» (англ. Bowling for Columbine), який вийшов на екрани восени 2002 року. Фільм критично аналізував не тільки надмірне захоплення американського суспільства зброєю, але й розповідав про загальне відношення американців до багатьох проблем суспільства, зокрема до культу насильства, яке на думку автора було однією з причин трагедії. Фільм став надзвичайно популярним не тільки в США, але й був першим документальним фільмом за 46 років на Канському кінофестивалі, який здобув нагороду журі. В США він став найпопулярнішим і найприбутковішим документальним фільмом в історії країни. 2003 року фільм отримав приз «Оскар» і під час процедури нагородження Майкл Мур використав нагоду знову розкритикувати президента Буша за війну в Іраку, яка почалася тільки декілька днів до того.
Надзвичайно успішний фільм зажив Майклу Муру світової слави і зробив його фінансово незалежним. Однак автор не збирався зупинятися на досягнутому і його наступним фільмом стала ще популярніша стрічка «Фаренгейт 9/11» (2004), яка була цілком присвячена критиці Джорджа Буша та його політики. Фільм, зокрема висвічував фінансові та персональні зв'язки родини Буша з Саудівською монархією і родичами терориста Осама бін Ладена. Цей фільм став справжньою сенсацією не тільки в США, але й за кордоном. У США реакція на фільм не була однозначно схвальною — деякі кінотеатри відмовлялися демонструвати фільм, компанія Дісней заборонила його демонстрацію у своїй мережі кінотеатрів. Однак, інша компанія Мірамакс викупила права на фільм від компанії Дісней і почала самостійного його демонструвати. Попри ці проблеми, фільм був надзвичайно популярним — тільки в перший тиждень після виходу на екрани він приніс 22 мільйони доларів прибутку і став найприбутковішим документальним фільмом в історії кінематографу. Окрім фінансового успіху фільм також здобув нагороду Золотої Пальмової Гілки Канського фестивалю. «Фаренгейт 9/11» став першим документальним фільмом в історії цього кінофестивалю, який здобув найвищу нагороду журі. Після перегляду фільму на конкурсі глядачі відзначили високий клас стрічки 20-хвилинною овацією.
Влітку 2007 р. Майкл Мур закінчив знімання свого нового фільму «Сіко» (від американського сленгу sicko «Психопат-маніяк») в якому він піддав критиці платну та занадто комерціоналізовану систему охорони здоров'я в США. У фільмі Мур звертав увагу на провідні міжнародні фармацевтичні компанії, які впливали на вартість медичних послуг. Під час знімання фільму Мур вирушив до Куби з групою американських рятівників, які постраждали під час терактів 11 вересня 2001 року. На Кубі він вимагав щоб їм була надана медична допомога, яку безкоштовно надають в'язням сумнозвісної тюрми у таборі Гуантанамо. Цим самим він порушив багаторічне ембарго США проти Куби і в зв'язку з цим прокуратура країни розглядала можливість висунення кримінальних звинувачень проти режисера. Попри це, фільм отримав надзвичайно схвальну реакцію на фестивалі в Каннах і від низки інших критиків.

## Твори

### Книжки
- «Скороти ось це! Поодинокі погрози беззбройного американця» — Downsize This! Random Threats from an Unarmed American. ISBN 0-06-097733-7.
- «Пригоди в програмі ТБ-нація» — Adventures In A TV Nation. ISBN 0-06-098809-6.
- «Дурні білі люди… та інші жалюгідні виправдовування стану речей» — Stupid White Men …and Other Sorry Excuses for the State of the Nation!. ISBN 0-06-039245-2.
- «Чувак, де моя країна?» — Dude, Where's My Country?. ISBN 0-446-53223-1.
- «Чи вони нам знову коли небудь повірять?» — Will They Ever Trust Us Again?. ISBN 0-7432-7152-1.
- «Офіційні матеріали фільму Фаренгейт 9/11» — The Official Fahrenheit 9/11 Reader. ISBN 0-7432-7292-7.

### Документальні фільми
- «Роджер і я» — Roger & Me (1989)
- «Або домашні тварини або м'ясо: Повернення у Флінт» — Pets or Meat: The Return to Flint (1992) (TV)
- «Канадський бекон» — Canadian Bacon (1995)
- «Велика сила» — The Big One (1997)
- «І правосуддя для всіх» — And Justice for All (1998)
- «Щасливі номери» — Lucky Numbers (2000)
- «Боулінг для Колумбіни» — Bowling for Columbine (2002)
- «Фаренгейт 9/11» — Fahrenheit 9/11 (2004)
- «Сіко» — Sicko (2007)
- «Капіталізм: історія любові» — Capitalism: A Love Story (2009)
- «Куди вторгнутися далі» (2015)
- «Майкл Мур у Трампландії[en]» (2016)
- «Фаренгейт 11/9[en]» (2018)

### Телевізійні програми
- «ТБ-нація» — TV Nation (1994)
- «Страшна правда» — The Awful Truth (1999)
- «Майкл Мур наживо» — Michael Moore Live (1999)